# 三井アウトレットパーク 横浜ベイサイド
三井アウトレットパーク 横浜ベイサイド（みついアウトレットパーク よこはまベイサイド、Mitsui Outlet Park Yokohama Bayside）は、神奈川県横浜市金沢区白帆にあるアウトレットモール。三井不動産グループが展開している三井アウトレットパークの一つである。
2008年4月1日に「横浜ベイサイドマリーナ ショップス&レストランツ」から改称された。

## 概要
横浜ベイサイドマリーナは横浜市やヤマハ発動機他が出資する第三セクター企業が運営するアジア最大規模のマリーナである。その港に面する市有地を開発する民間事業者の公募が行われ、三井不動産が第一期地区A・C・D街区の事業用定期借地権（20年間）を取得し、1998年9月に日本初の本格ファクトリーアウトレットモール「横浜ベイサイドアリーナ ショップス&レストランツ」をオープンした。その後、海の公園や横浜・八景島シーパラダイスとともに、横浜シーサイドライン沿線のレジャースポットとして親しまれてきた。
契約期間の満了が迫る中、2017年1月に横浜市は当地を三井不動産に約52億円で売却。2018年9月に一時閉館し、旧施設を取り壊して全面建て替え工事を実施した。敷地面積は変わらないものの、中核となるアウトレットモールを2階建てから3階建てに変更し、延床面積2.7倍（19,700m2→53,000m2）、店舗数2倍（80→172店）、駐車台数2.5倍（1200→3000台）に拡大した。
2020年4月10日の新装オープンを予定していたが、新型コロナウイルス感染症（COVID-19）の流行拡大により4月7日に緊急事態宣言が発令されたことを受けて臨時休館となり、6月4日まで延期された。
なお、新装オープンと同時期に、ファーストリテイリングがユニクロ/GUブランド共同の大型店舗「ユニクロ PARK 横浜ベイサイド店」を隣接地に新規出店し、有料駐車場や駐車料割引サービスを共有している。

## 沿革
- 1993年8月 - 横浜ベイサイドマリーナ地区 埋立て工事着工。
- 1996年4月1日 - 横浜ベイサイドマリーナ開業。
- 1996年8月 - マリーナ関連事業用地第1期地区 開発事業者公募。
- 1997年1月 - マリーナ関連事業用地第1期地区 開発事業者決定（事業用定期借地権設定契約）期間は2018（平成30）年3月まで。
- 1998年9月4日 - 「横浜ベイサイドマリーナ ショップス&レストランツ」として開業。
- 2008年4月1日 - 名称を「三井アウトレットパーク 横浜ベイサイド」に変更。
- 2017年1月 - マリーナ関連事業用地第1期地区 開発事業者決定（土地売却）。
- 2018年9月2日 - 建替・拡大工事のため一時閉館。
- 2020年6月4日 - 新装オープン。

## 施設
2018年までの旧施設はメインエリアのC街区が「マリンセントラル」、駐車場側のD街区が「マリンイースト」、マリーナに面したA街区が「マリンサウス」と呼ばれていた。リニューアル後はそれぞれ「Aブロック」「Bブロック」「Cブロック」と名称が変わっている。各ブロックは2階の連絡通路で行き来できる。
旧施設の設計はアメリカで大規模商業施設を手掛けるRTKLインターナショナルが担当し、アメリカ東海岸マサチューセッツ州で捕鯨港として栄えたナンタケット島から出航した船長と少年が鯨に導かれて横浜に辿り着く、という「鯨と少年の物語」をコンセプトストーリーに据えた。ナンタケット島の港町に残る19世紀の街並みを再現し、時計台や灯台や風車のモニュメント、捕鯨船のオブジェなどを設置した。マリンセントラル中庭の噴水広場には鯨の尾びれをかたどったオブジェがあった。
新施設のコンセプトは「New Marina Life」。買い物以外にも食事やイベント機能を拡充し、海辺の環境を活かした滞在型アウトレットを目指す。Aブロックは2,000 m2超の広い中庭（セントラルコート）を囲む3階建てのショッピング棟で、1階が室内型のエンクローズドモール、2・3階が吹き抜けのオープンモールとなっている。Bブロックは駐車場からの入場口（ハーバーゲート）を兼ねる立体駐車場棟、Cブロックは飲食店や食料品店が集まるフード棟である。Cブロックは海辺の倉庫をモチーフにした三角形の切妻屋根が連なるデザインで、マリーナに面したテラス席や、約600 m2の全天候型イベントスペース「くじらの大屋根広場」もある。
AブロックとBブロックはペットを連れての入館が認められている（1階部分は不可）。各階の移動にはペット同伴可能なエレベーターと階段が指定されており、入店可能なテナントは入口のステッカーで表示している（盲導犬や介助犬は全店可）。
※入居テナントについては、公式サイトのフロアガイドおよびショップ一覧を参照。

## ギャラリー
建替前の旧施設

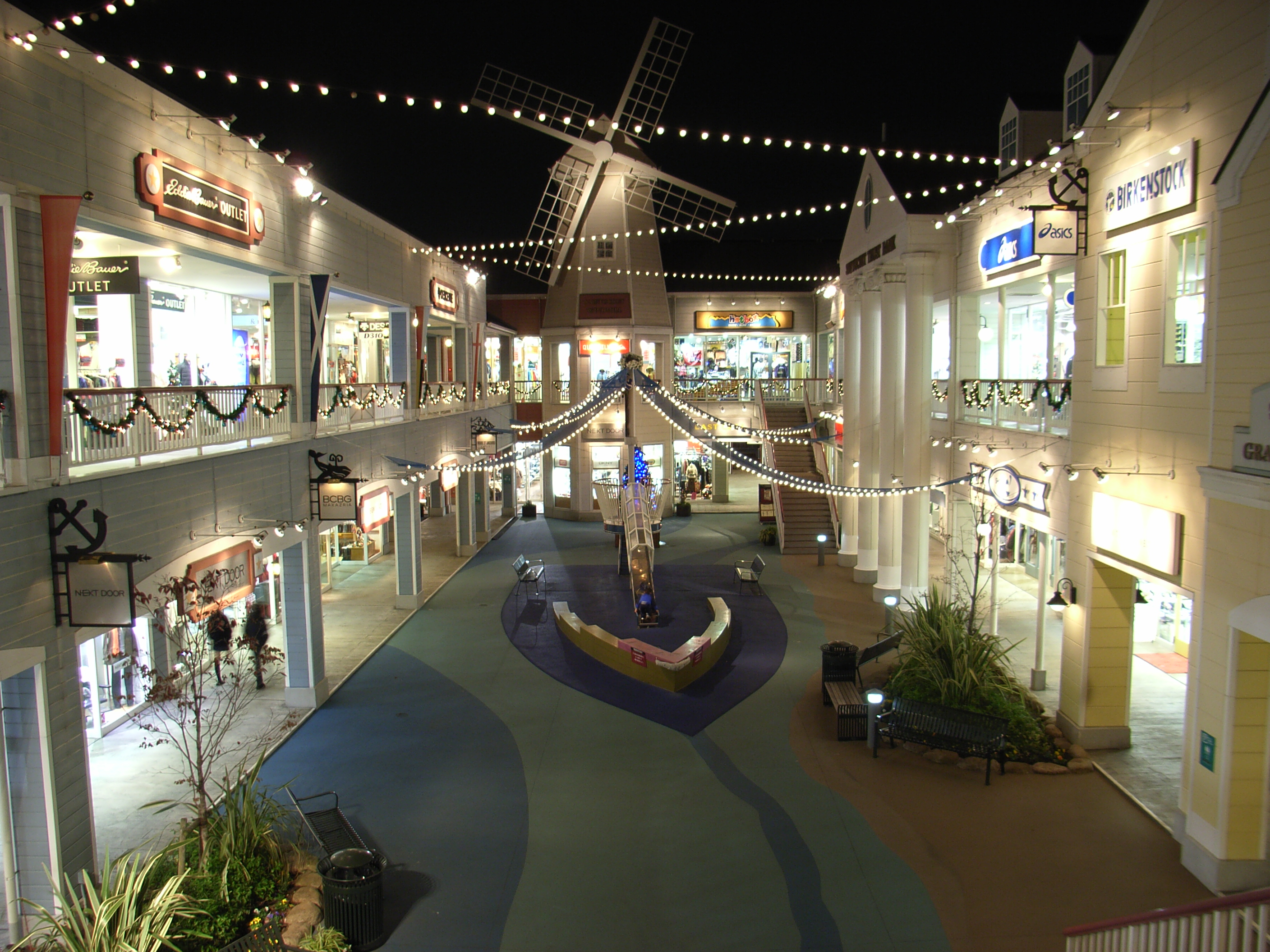
マリンセントラルの中庭
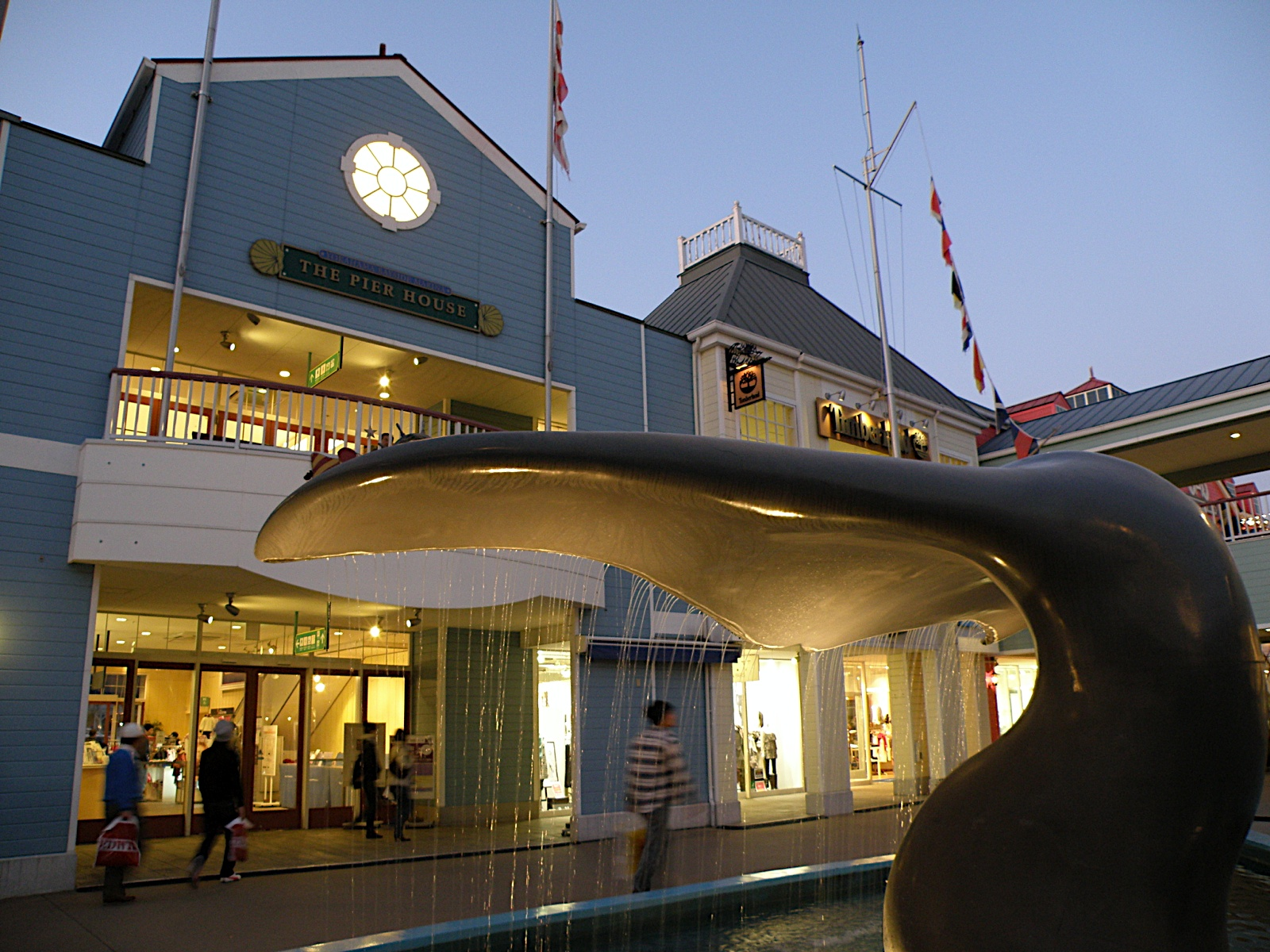
噴水広場の鯨の尾のオブジェ
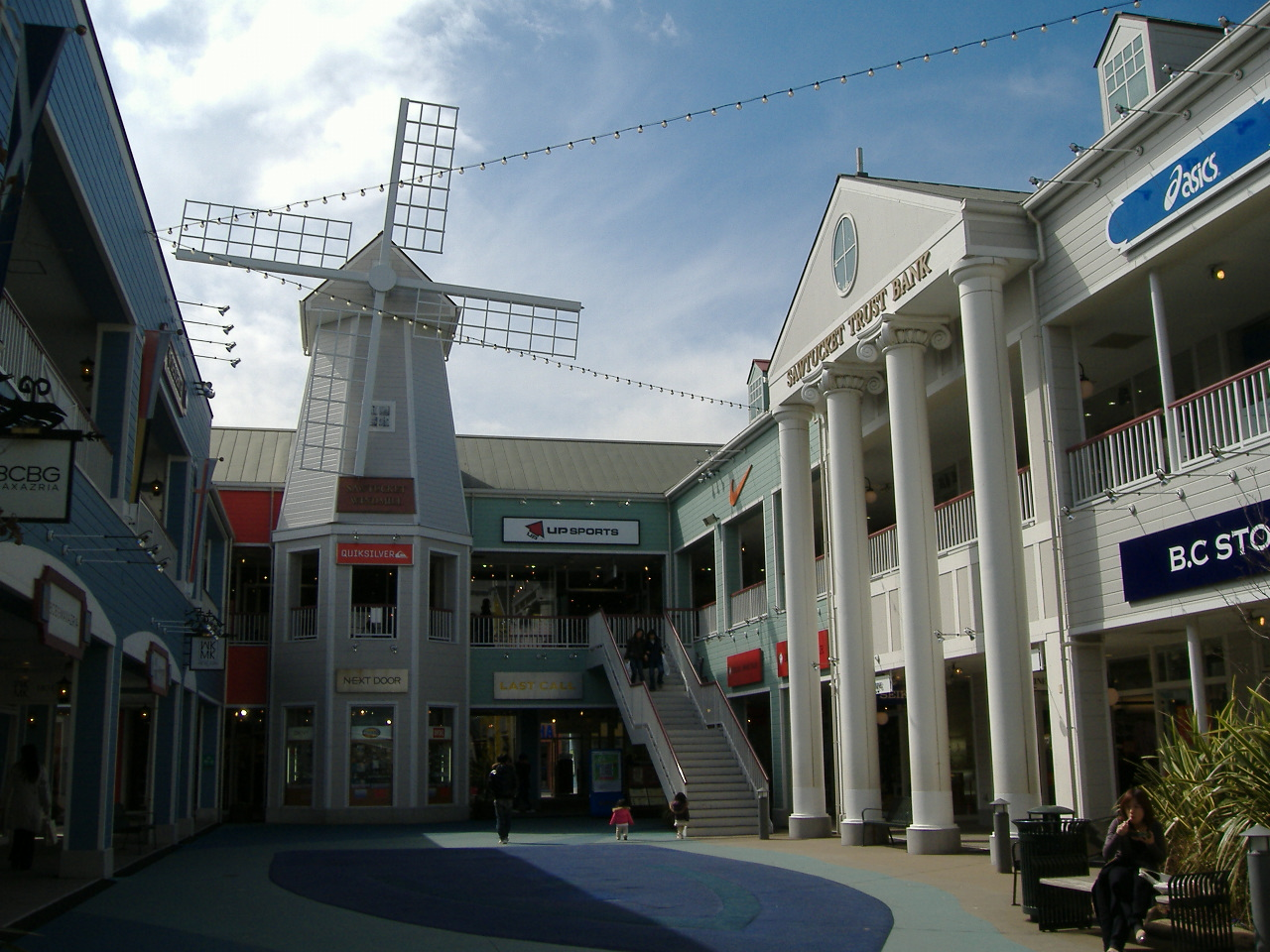
風車のモニュメント
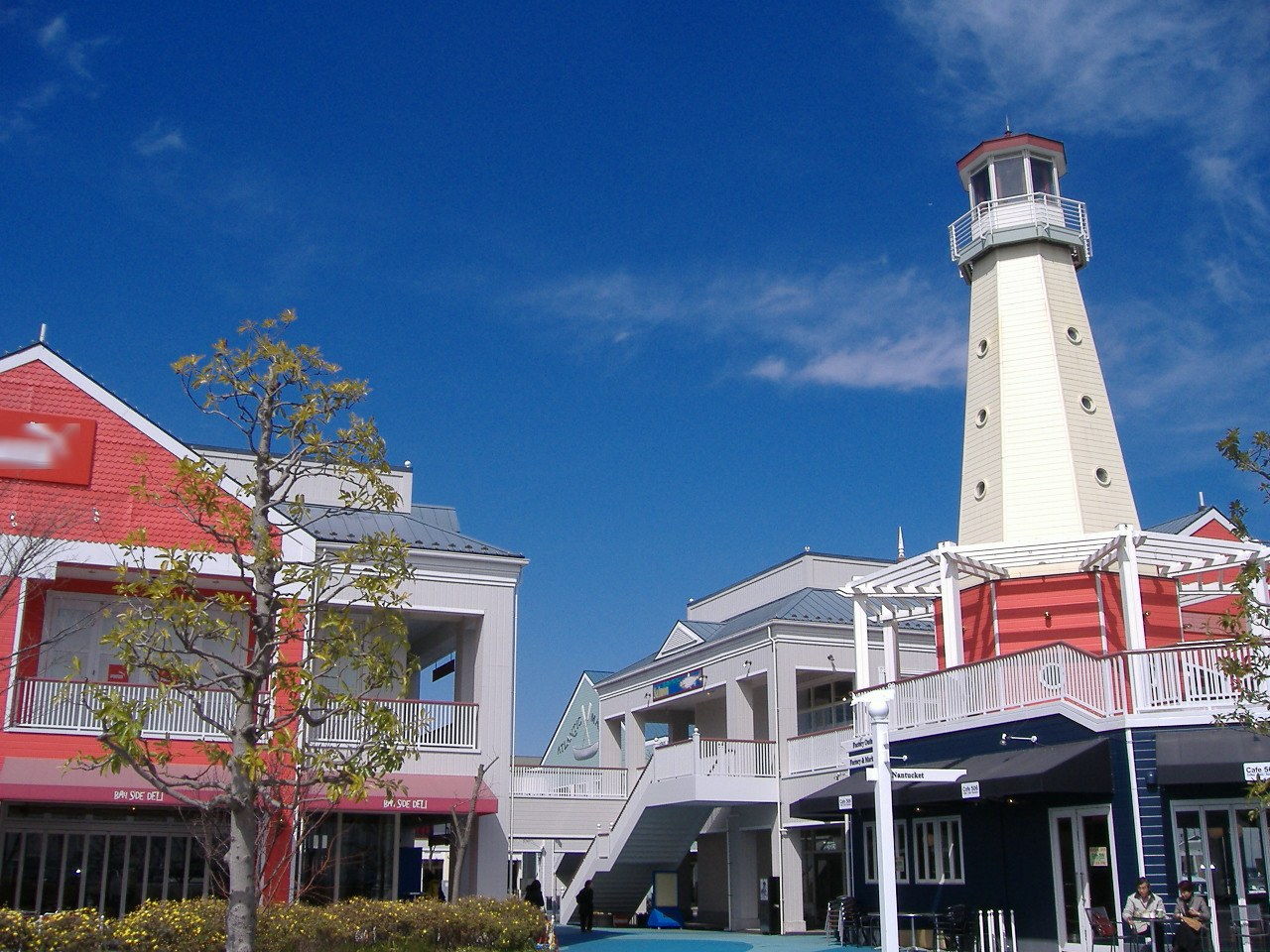
灯台のモニュメント

## 交通アクセス
- 鉄道
  - 金沢シーサイドライン「鳥浜駅」より徒歩約5分
- 自動車
  - 首都高速湾岸線杉田出口より国道357号を南下、「鳥浜町」交差点左折
  - 横浜横須賀道路金沢支線並木インターチェンジより国道357号を北上、「鳥浜町」交差点右折
- バス
  - 横浜駅より直行バスが土休日に限り運行。先着定員制。また、逆の横浜駅行きも運行。
  - 京急本線 能見台駅（能見台駅入口）又は、京急富岡駅（富岡）より横浜市営バス<321系統>三井アウトレットパーク横浜行きで「三井アウトレットパーク横浜」バス停下車
  - JR根岸線 新杉田駅より横浜交通開発バス<61系統>三井アウトレットパーク横浜行き、又は、入国管理局前行き（三井アウトレットパーク横浜経由）で「三井アウトレットパーク横浜」バス停下車
  - JR根岸線 新杉田駅より横浜交通開発バス<61系統>入国管理局前行きで「鳥浜町中央」バス停下車・徒歩約3分
  - JR根岸線 新杉田駅より横浜交通開発バス<117系統>三菱金沢工場前行きで「木材港入口」バス停下車・徒歩約5分